# الاكمة (الصافية)

تعديل مصدري - تعديل

الاكمة محلة تابعة لقرية الصافية، التابعة لعزلة بني الضاحتين بمديرية حبيش إحدى مديريات محافظة إب في الجمهورية اليمنية، بلغ تعداد سكانها 299 حسب تعداد اليمن لعام 2004.